# Jakšić
Jakšić is een gemeente in de Kroatische provincie Požega-Slavonië.
Jakšić telt 4437 inwoners. De oppervlakte bedraagt 44,85 km², de bevolkingsdichtheid is 98,9 inwoners per km².
Steden (gradovi): Požega · Kutjevo · Lipik · Pakrac · Pleternica

Gemeenten (općine): Brestovac · Čaglin · Jakšić · Kaptol · Velika